# Муніципалітети Чехії
У Чехії муніципалітет (також громада, обец) (чеськ. obec) — це громадська (публічна) корпорація, яка є основною одиницею державного управління, територіальною одиницею самоврядування базового рівня. Вищою територіальною самоврядною одиницею є «край». У цьому сенсі воно є суб'єктом самоврядування і, в тій чи іншій мірі, залежно від типу муніципалітету, також виконавцем урядового управління.
Основне визначення муніципалітету міститься в Законі про муніципалітети: «Муніципалітет є основною територіальною самоврядною громадою громадян; він утворює територіальну одиницю, яка визначається межами території муніципалітету.» У січні 2022 року в Чехії було 6254 муніципалітети та 4 військові округи, які в деяких випадках (наприклад, для статистичних цілей) класифікуються як муніципалітети.

## Історія муніципалітетів у Чехії
Територія вже була розділена на поселення або кадастрові муніципалітети в рамках обробки Йозефінського кадастру. Під час обробки карт францисканського кадастру близько 1840 року в Моравії та Сілезії було нараховано 3724 поселення (у 1930 році було 3326 муніципалітетів). Поділ землі в основному повинен був дотримуватися муніципалітетів Йозефінського кадастру, але насправді деякі більші муніципалітети були розділені на кілька поселень: поселення, які мали площу понад 250 моргів і утворювали замкнуту одиницю, ставали окремими кадастровими муніципалітетами. Навпаки, до об'єднання сусідніх населених пунктів підходили кадастрові муніципалітети, що мали менше 250 моргів у Йозефінському кадастрі або якщо землі обох сіл були занадто переплетені з анклавами одне одного.
Муніципалітети як самоврядні одиниці були створені в рамках реформи 1850 року, коли закон від 17 березня 1849 року скасував існуючі маєтки та патрімоніальні права, а найнижчою адміністративною одиницею стало муніципалітет. Однак приналежність муніципалітетів до регіонів, округів і судів не було вирішено в Чеські землі до постанови з 1854 р. (для Моравії та Сілезії постанови № 103 і 104 від 21 квітня 1854 р., для Богемії постанови № 274 від 19 жовтня 1854 р.). У цих нормативних актах використовуються терміни місцевий муніципалітет (пізніше його називали просто муніципалітетом) і кадастровий муніципалітет (пізніше його називали поселенням). У 1860-1870-х роках кількість муніципалітетів зросла.
Чехословацький закон № 405/1922 Sb. z. a n. наділив уряд повноваженнями об'єднувати та відокремлювати муніципалітети та змінювати межі муніципалітетів і районів.

### Муніципалітети в післявоєнній Чехословаччині
Після Другої світової війни указом Президента Республіки № 121/1945 Sb. z. a n. від 27.10.1945 було відновлено довоєнний стан від 29.09.1938.
За комуністичного режиму, у зв'язку зі створенням національних комітетів, муніципалітети втратили свою фактичну правосуб'єктність, хоча формально обрані муніципальні органи продовжували існувати. Статус муніципалітетів було визначено Конституційним актом Чехословаччини про національні комітети (12/1954 Coll.) та Законом про національні комітети 13/1954 Coll., пізніше 65/1960 Coll. та 69/1967 Sb. Державні органи (Міністерство внутрішніх справ і національні комітети) могли втручатися в територіальний устрій муніципалітетів у визначених випадках і в певний спосіб. З 1954 р. регіональні національні комітети приймали рішення щодо муніципалітетів, але вони повинні були заздалегідь дізнатися думку відповідних муніципалітетів. Загалом у післявоєнні роки переважала тенденція до об'єднання муніципалітетів. Методична вказівка № 33 від 27 вересня 1961 р. Збірника вказівок для національних комітетів (розділ 9) передбачала: «Територіальні зміни муніципалітетів не можуть здійснюватися тільки з точки зору інтересів частини громадян або тільки для усунення тимчасових труднощів, але з важливих інтересів, особливо для подальшого розвитку будівельних муніципалітетів відповідно до запланованої забудови району та важливих інтересів населення… Зазвичай до злиття муніципалітетів підходять там, де муніципалітети фактично утворюють єдине одиниця внаслідок їх розвитку або якщо об'єднані сільськогосподарські кооперативи було об'єднано, якщо злиття муніципалітетів сприяє подальшому розвитку сільськогосподарського виробництва та економічному та культурному розвитку будівництва муніципалітетів».
Відповідно до § 2 абзацу 4 Закону № 13/1954 Coll., § 13 абзацу 6 Закону № 65/1960 Coll. і відповідно до § 9 Закону № 69/1967 Coll. один спільний місцевий національний комітет (МНК) міг бути створений для кількох муніципалітетів за рішенням вищого (спочатку регіонального, пізніше районного) національного комітету. Відповідно до закону від 1954 р. рішення приймав регіональний національний комітет, який був зобов'язаний дізнатися думку муніципалітетів-учасників. Новіші закони дозволяли таке рішення лише за пропозицією відповідного МНК і «за згодою жителів» (1960) або «за згодою громадян» (1967). Муніципалітети, об'єднані в загальний МНК, залишалися теоретично муніципалітетами, але фактично пізніше весь адміністративний округ МНК вважався муніципалітетом, що, однак, через відсутність юридичної суб'єктності муніципалітетів було лише термінологічною проблемою (після 1989 р. , проте деякі частини використовували це в заявці на поновлення МНК) . Тенденція до створення спільних МНК для кількох муніципалітетів і до злиття муніципалітетів була особливо посилена Законом № 69/1967 Coll. Під час злиття МНК у нежитловому муніципалітеті діяв громадянський комітет, який за дорученням пленарного засідання МНК міг також забезпечувати роботу всієї адміністрації, крім прийняття рішень у питаннях державне управління. Однак громадські комітети також були створені для частин, які були приєднані та більше не були незалежними муніципалітетами. Голови громадських комітетів входили до складу ради МНК. Систематичне об'єднання муніципалітетів тривало до кінця 1980-х років. До § 9 Закону про муніципалітети було внесено поправки, щоб регіональний національний комітет міг призначати певні муніципалітети як так звані центральні муніципалітети, тобто муніципалітети, чий місцевий національний комітет мав так звані розширені повноваження, включно з сусідніми муніципалітетами, які не були центральними муніципалітетами.

### Відновлення самоврядних муніципалітетів
Після листопада 1989 р. багато муніципалітетів, які ніколи формально не припиняли існування, але лише в яких було скасовано МНК, а також багато частин, які були об'єднані в попередні десятиліття, подали заявку на відновлення органу самоврядування. У першій хвилі окружні національні комітети вирішували питання про відновлення муніципалітетів, тоді як ради обласних національних комітетів вирішували назви відновлених муніципалітетів.
Відповідно до Закону Чеської національної ради про муніципалітети (муніципальне утворення) (№ 367/1990 Coll.), юридична суб'єктність муніципалітетів була відновлена в день виборів і проведено різницю між незалежними та делегованими повноваженнями муніципалітетів. Відповідно до цього Закону, муніципалітети — це територіальні одиниці, які були муніципалітетами на день набрання ним чинності, і новостворені муніципалітети відповідно до цього Закону; про заснування муніципалітетів вирішувалося міністерство внутрішніх справ за поданням муніципалітету. Права та обов'язки місцевих і муніципальних національних комітетів були передані муніципалітетам, в яких ці національні комітети мали свої штаб-квартири на день набрання чинності законом. Муніципалітети, об'єднані в спільне МНК зі штаб-квартирою в іншому муніципалітеті, підпадають під дію Закону № 367/1990 Coll. який конкретно не звертається до них і не згадує їх. Початкова редакція Закону № 367/1990 Coll. також не встановлювала жодного мінімального обмеження кількості жителів для створення нового муніципалітету. Закон № 152/1994 Sb. «Про вибори до рад в муніципалітетах і про зміну і доповнення деяких інших законів», то в четвертій частині, в § 63, він встановив обмеження в 300 жителів.
Подальші зміни були внесені новим Законом про муніципалітети (№ 128/2000 Sb.) від 12 листопада 2000 р., який, серед іншого, збільшив мінімальну кількість населення нового муніципалітету до 1000. Тоді як Закон 1990 р. визначав муніципалітет як територіальна одиниця, Закон 2000 р. — як територіальну самоврядну громаду громадян, що утворюють територіальну одиницю. Статус Праги, як муніципалітету, регулюється Законом про столицю Праги (№ 131/2000 Coll.).

## Типи муніципалітетів
Менші муніципалітети, які зазвичай складаються з одного або кількох сіл і прилеглої території, називаються просто муніципалітетами (чеськ. obec).
З точки зору державного управління, муніципалітети з розширеним діапазоном повноважень у державному управлінні, називаються муніципалітетами з уповноваженим муніципальним управлінням (чеськ. obec s pověřeným obecním úřadem) (неофіційно також муніципалітет II рівня, часто це місто), муніципалітети з ще ширшим діапазоном повноважень – муніципалітети із розширеним діапазоном повноважень (чеськ. obec s rozšířenou působností) (іноді неофіційно називаються муніципалітетом III рівня або малим окресом (чеськ. malý okres), це завжди місто).
Історичний статус ринкове місто (чеськ. městys, městec, městečko) спочатку був пов’язаний з правом проведення щотижневих ринків і ринків худоби. Назва вийшла з ужитку приблизно в 1950 році та була відновлена у 2006 році.
Місто (чеськ. město) – це особливий статус деяких, зазвичай більших і важливіших, муніципалітетів. Багато міст носять цей титул безперервно з часів монархії. Муніципалітети, які втратили статус міста за часів соціалістичного періоду, мають право на його відновлення, якщо подадуть та обґрунтують відповідний запит, причому для подачі такого запиту не встановлено часових обмежень і не застосовуються інші умови, такі як кількість мешканців (місто Віслуні (Výsluní), наприклад, налічує менше 300 мешканців). У загальному випадку цей статус може бути наданий за певних умов (наприклад, населення не менше 3000 осіб) головою Палати депутатів. Станом на 2013 рік у Чехії налічувалося 602 міста. Місто може складатися з кількох колишніх міст або включати навколишні села, які не є самостійними муніципалітетами.
Статутне місто (чеськ. statutární město) – місто, якому законом надано цей статус. Таке місто може власним місцевим актом (чеськ. vyhláška), який називається статутом міста (чеськ. statut města), засновувати міські частини (чеськ. městské části) або міські округи (чеськ. městské obvody) і делегувати їм частину своїх повноважень. Іноді, ці міські частини та округи помилково називають муніципалітетами, хоча вони ними не є. У Чехії налічується 27 статутних міст, але лише частина з них користується особливими правами, що випливають із цього статусу.
Крайове місто (чеськ. krajské město) – місто, яке за законом є адміністративним центром краю. Так само окресне місто (чеськ. okresní město) раніше було, за законом, адміністративним центром окресу, хоча окрес не є статутною корпорацією, а лише територією. Крайове місто або окресне місто може розташовуватися поза територією власного краю чи окресу, наприклад, Прага є крайовим містом для сусіднього Середньочеського краю, а Прага, Пльзень або Брно були окресними містами для сусідніх окресів.
Столиця (чеськ. hlavní město) – статус, що надано в Чехії спеціальним законом лише Празі. Де-факто, Прага є своєрідним статутним містом. Прага є муніципалітетом, але на неї не поширюється загальний закон про муніципалітети, і водночас вона має статус краю. У минулому Прага певний час не мала статусу ні муніципалітету, ні краю, а була окремою територіальною та адміністративною одиницею, тоді як деякі периферійні частини Праги, приєднані в 1968–1974 роках, після їхнього приєднання до Праги все ще називалися муніципалітетами. Зараз це муніципальні частини.